# Бранко Копривица
Бранко Копривица (Требиње, 3. јануар 1974), познат и под псеудонимом Коприва, српски је музичар, гитариста и бубњар.
Почетком деведесетих, тачније 1992. године, долази из Требиња у Нови Сад, где ће касније и отворити свој локал под именом Šećer&Soul. У Новом Саду уписује Факултет техничких наука. Први бенд у коме свира зове се Groove Masters, основана је 2000. године. Стални је сарадник Здравка Чолића на његовим концертима, а успешно сарађује и са извођачима као што су Александра Радовић, Владо Георгиев, Тијана Богићевић и други. Са пријатељима пијанистом Александром Бањцем и певачем Борисом Режаком основао је бенд Три Рогата, који после мења назив у Рогати. Године 2023. објављује албум који посвећује свом оцу и објављује га 4. јуна на дан очевог рођења.
Из брака са Татјаном Бокан има сина. 

## Дискографија

### Албуми
- Видимо се после (2023)